# Gui de Bazoches
Pour les articles homonymes, voir Bazoches (homonymie).
Gui de Bazoches (Guido de Basochis), né avant 1146 et mort après 1203, est un clerc lettré de la fin du XIIe siècle. Chanoine de Châlons, il est surtout connu comme chroniqueur de la troisième croisade à laquelle il participe dans la suite d'Henri II de Champagne.

## Biographie
Il est un fils puîné de Gervais de Bazoches, seigneur de Bazoches, et d'Hawise de Rumigny. À sa naissance, ses parents le destinent à la carrière ecclésiastique. A l'âge de sept ans, il est confié à son oncle Aymon de Bazoches, évêque de Châlons, qui s'occupe de son éducation. À la mort de celui-ci, il part étudier à Paris puis à Montpellier. Sa formation ses alliances familiales lui permettent d'être admis comme chanoine puis comme chantre au sein du chapitre de la cathédrale de Châlons où il se fait remarquer par sa munificence et suscite de nombreuses jalousies.
En 1189, il accompagne le comte de Champagne, Henri II, à la troisième croisade, qu'il décrit de manières très vivante dans ses écrits.
Son œuvre se compose de onze livres, dont l'Apologia contra maledicos et trois livres, dédiés à sa mère, où il se défend contre ses détracteurs. Il dresse un portrait du monde scolaire de son époque et écrit également un traité de géographie, une chronique universelle en sept livres ainsi qu'un recueil de trente-sept lettres transmis par un manuscrit corrigé par la main de l'auteur, dont il constitue assurément le chef-d’œuvre.
Ses lettres sont écrites en une langue très brillante, en prose rimée et rythmée, entrecoupée de nombreuses pièces de vers qui manifestent une telle maîtrise de la science rhétorique qu'il peut être considéré comme un modèle pour les apprentis dans l'Ars dictaminis.

## Éditions
- Georg Heinrich Pertz, Die Briefe des Canonicus Guido von Bazoches, Cantors zu Chalons im zwölften Jahrhundert, in Sitzungsberichte der Königlich Preussischen Akademie der Wissenschaften zu Berlin, 1890, I, pp. 161-179. Consulté en ligne à l'adresse https://digilib.bbaw.de/digitallibrary/digilib.html?fn=/silo10/Bibliothek.tiff/10-sitz/1890-1/tif&pn=176 le 02/12/2022.
- Wilhelm Wattenbach, « Aus den Briefen des Guidos von Bazoches », in Neues Archiv 16 (1890), 67-113
- Wilhelm Wattenbach, « Die Apologie des Guido von Bazoches » in Sitzungsberichte der Königlich Preussischen Akademie der Wissenschaften zu Berlin, 1893, I. pp. 395-420
- Herbert Adolfsson, Liber epistularum Guidonis de Basochis, 1969